# 阿鬼羅
『阿鬼羅』（アキラ）は、大塚志郎による日本の漫画作品。『週刊少年サンデー超』（小学館）において2009年4月号から2011年12月号まで連載された。また同社のウェブコミック配信サイト『クラブサンデー』において2009年3月31日から2012年2月20日まで同時掲載された。単行本は全7巻。作者にとって2作目の連載作品である。話数カウントは第〜話。

## あらすじ
中学生警察官・縁間阿鬼羅は実は半人半妖の少年。彼が所属する「獄落署」は人と妖怪の秩序を守るための組織なのだった。

## 登場人物

### 獄落署
縁間 阿鬼羅（えんま アキラ）
父が鬼である半人半妖。14歳の中学2年生。階級は巡査。
世にも珍しい中学生警察官だが、仕事は妖怪を取り締まること。しかし、検挙率はワースト1である。小学校の頃は、妖怪が見えたということでいじめられていた。運動は苦手だが、鬼の体を利用しハネトたちのサポートで人間のレベルを超えた動きを発揮する（鬼の体でなければついていけない）。勉強も苦手。特に恋愛に対して鈍感である。好みは胸が小さめの女の子。エロ本を机の引き出しに2重底にして隠していたが、母にばれて封印される。
後述のマキノ曰く、[[毛は生えてない>パイパン]]らしい。
カナボウは額から生えており、形状は父と同じく太刀。バンダナを外すと髪が黒から白に変わる。半人半妖であるためカナボウの妖気に耐えられず、虎の封皮のバンダナで手を守らなければ触れることができない。そのため常に片手持ちで、威力の高い両手持ちをすると、鬼の力が暴走してしまう。黄泉の一揆衆との戦闘に備え、カナボウの両手持ちの特訓を行った。
履奇（バキ）
上履きの九十九神。アキラは小学校のころから履いている。いじめられていた時はアキラが上履きを隠されたため本気で焦っていた。普段は運動神経の低いアキラも、履奇のサポートで時速100キロで走ることができ、ジャンプ力も3倍になる。また、アキラが高所から飛び降りた時はショックを吸収する。酷使すると愚痴を言いながらくだらないギャグを言う。
ハネト
カラスの妖怪。アキラのパートナー。普段は学ランに化けているが最大で30羽ぐらいまで分身できる。人探しなどのほかに、戦闘時には楯や目くらましの役割を果たし、アキラが落下するときはその速度を落とすことができる。
遊 麗（ユウ レイ）
幽霊。享年16。階級は巡査長。
アキラの先輩で、アキラの面倒見役をしている。主な仕事は通信や事務。照れ屋で、アキラに褒められると口調が東北方言の訛りになる。東北地方で起こった一家惨殺事件の被害者で地縛霊となり、地縛回廊をさまよい苦しんでいるところをキヨシロウに救われ悪霊部分を封じてもらい、獄落署の警察官としての仕事を与えてもらった。自分と家族を殺した雷獣を追う。富士山での雷獣戦にて阿鬼羅達が窮地に陥り、自身を犠牲にして慈愛の光を放ち雷獣を消滅させるが、肉体が灰となり死亡。最終回で閻魔大王からの命により再び肉体を与えてもらい、阿鬼羅のパートナーに復帰する。
普段は小回りが利き、気配も消せる「幽霊モード」（通称「ちびっこモード」）だが、必要に応じて遠野霊術を使い人間バージョンに変化できる。この状態では3年A組に在籍している。
霊体であるため、霊力値が絶望的に低く攻撃力が低い。悪霊化すると、自爆回廊を展開できるほどの強大な力と強い怨念を持った状態になり、この状態では獄落署の警部クラスでも歯が立たない。かつて、岩手県の村を2、3壊滅させた遠野地方史上最大最悪の災いをもたらした。
霊力を向上させるため、陽子の修行を受けていたが関西獄落署へ向かうアキラたちと衝突したコウを止めるために交戦、悪霊化し、地縛回廊を再び展開するが、アキラによって救い出され、以前よりパワーアップする。
「遊麗」の名は死後自称している名前であり、生前の名前は「麗子」。岩手では有名なお金持ちのお嬢様だった。
遠野霊術（とおのりょうじゅつ）
遠野地方に伝わる石の神・三ツ石様を召喚する術。日本に108ある人操霊術の中でも5本の指に入る戦闘霊術。
南無犯魔阿（なむはんまあ）
「南無阿弥陀仏」の札が大量にはられたハンマーを振るう。
窮舞（キューブ）
札が張られた多くの岩を飛ばして攻撃するとっておきの技。複数個を飛ばす『窮舞・乱』という技もある。
地縛回廊（じばくかいろう）
レイによって作り出される亜空間。内部に入った者の不安や悩みに付け込み幻覚や幻聴で惑わせ、消耗させてから取り込む。中心部にある結界はすべてを拒絶するが、この部分を破壊されると外の結界ごと消滅する。
雪無（セツナ）
雪女。階級は警部補。
獄落署でトップの検挙率を誇る。雪女なのに寒さが苦手で、好物はホットコーヒーや鍋料理。その性質のため、母親や姉から捨てられたところをキヨシロウに助けられ、獄落署に入った。気分が落ち込むと体温が急激に下がる傾向がある。普段は色黒だが、本気を出すと肌が真っ白になる（羅刹氷衣）。体を温めることであり余る力を封じ込めているが、本気になれば夏の浜辺をも凍りつかせられる。
コウに敗れたため有給をとってハワイに修行に向かい、黄泉の一揆衆の富士山侵攻直前に帰国しアヤカと共にレイの地縛回廊の中へ向かう。その後富士山の決戦にて水雪と戦い、呪術のダメージを肩代わりし戦線離脱。獄楽署医療班の力で復活する。
大雪斬（だいせつざん）
大量の氷の刃で攻撃する。ハワイでの修行で身につけた技。
博（ヒロシ）
ぬらりひょん。獄落署署長。階級は警視正。
妖怪知恵袋の異名を持ち大きな頭に膨大な情報が蓄えられている。獄落署全体を把握し、指揮を執っている。しかし、最近物忘れが激しく、飯を食べたかどうかなどを忘れてしまう。部下思いである。
花子さん
階級は巡査部長。
妖怪の間では「かい撫で」という便所神が少女の怨念を受けて変化したものと言われているらしい。元・神であるため他の怪談妖怪とは比べ物にならない力を持つ。学校、特にそのトイレでは無敵の力を持つ。
子供たちに自分の存在が忘れられ10年以上呼び出してもらえなかったため、子供を毎日殺すという内容の脅迫状を獄落署に送った。ケイコがブログに「トイレの花子さん」の話題を載せたことで、日本中から呼び出しがかかるようになった。
子供たちのブームが去ったので獄落署に入った。エリート妖怪なので試験は免除された。妖怪を手あたり次第逮捕していたが、アキラの考えを知り強引な逮捕をやめた。
鱗（リン）
人魚。獄落署海上保安課の巡査。レイの同期。
変化するときに邪魔になるためパンツをはいていない。そのためノーパンデカの別名で呼ばれる。歌声で人をひきつけ幸せにする力を持つ。怖がりなのがたたって出世できない。悪霊の検挙をしたことがなかったが、アキラと協力し水死者の地縛霊を成仏させる。その後、アキラに惚れて積極的なアプローチをするようになった。
容姿は同作者の漫画「マリンハンター」のヒロイン「グッピー」がモデル。
招（マネキ）
カニの妖怪。海上保安課課長。
同作者の漫画「マリンハンター」にも「シオマネキのFH」として登場する。語尾に「〜カニ」がつく。酔いに任せて女湯をのぞこうとしたり、女性陣に袋叩きにされる様を想像して興奮するなど変態な一面もある。
鬼足蟹（おにあしがに）
マネキの相棒。巨大なカニ。彼とマネキがコンビネーションをするときは本気である。
蜆（シジミ）
貝の妖怪。海上保安課の警部補。
同作者の漫画「マリンハンター」にも「ヤドカリのFH」として登場する。非常に小さな女性。語尾に「〜カイ」がつく。
ナッちゃん
海上保安課の巡査長。小さなクジラの姿だが、巨大化して人を運ぶこともできる。
クルリ
まくら返し。夢遊班の巡査長。アヤカのミーコの記憶を夢だと思い込むようにした。
貘（ばく）
夢遊班の巡査。
美車（みしゃ）
輪入道の一人娘。交通機動隊の隊長。階級は警部。
普段は人見知りが激しく後ろに控える車輪の妖怪が彼女の言ったことを他人に伝えている。しかし、うなじに鍵を差されてエンジンがかかると性格が一変し強気になり、背中から座席や車輪が出る。この状態のため交通機動隊の鬼隊長として知られ、並の妖怪であればその名を聞いただけで震え上がる。体の相性がいいアキラを交通機動隊に引き抜こうとしている。黄泉の一揆衆の1人、片輪車とは昔の暴走仲間。

### 大阪府警獄落署
縁間 真鬼乃（えんま マキノ）
巡査部長。アキラの姉で、弟と同じく鬼の半人半妖。
父を探すため父の失踪場所である大阪へ行ったが未だ情報をつかめていない。大阪にいるうちに関西弁を話すようになった。アキラが10人分の宿題を押し付けられたときは、それをすべて燃やした後でイジメっこをボコボコにしたという強烈な姉。それを機にイジメは陰湿な方へエスカレートしていった。
アキラと強引に一緒に入浴するなど、性格は良くも悪くも大胆。
大阪府警ナンバー1の狙撃手。カナボウの形状は弓矢。虎皮のバンダナをまいた左の角が弓に、右の角が矢になる。
大阪府警獄落署が襲撃された時、葛ノ葉に人質に取られ左目を奪われたが、陽子の目を融合され復活。このおかげで遠くの敵をも射抜けるようになった。
陽 解（ヨウ カイ）
幽霊。巡査長。レイの後輩。
一つ目入道（ひとつめにゅうどう）
警部。関西獄落署四天王のひとり。黄泉の一揆衆に殺害される。
道犬（どうけん）
警部。関西獄落署四天王のひとり。黄泉の一揆衆に殺害される。
髪サマ（かみ-）
警部補。関西獄落署四天王のひとり。黄泉の一揆衆に殺害される。
清姫（きよひめ）
警部補。関西獄落署四天王のひとり。黄泉の一揆衆に殺害される。

### 阿鬼羅のクラスメート
朝日野 綾香（あさひの アヤカ）
アキラに厳しく当たる女子。霊感が強く妖怪をひきつけるため、よく妖怪がらみの事件に巻き込まれる。頭はいいが、運動だけは苦手。
なんとなくアキラが気になっていたが、ミーコの件で落ち込んでいるときに励まされ彼を意識するようになる。化け猫に取り憑かれてしまったときにアキラの正体を知った。グワゴゼとの戦いの後でアキラに告白したが、その時コウに空が飛べるこうもりの姿に帰られていたため、アキラにはコスプレが好きだと勘違いされている。
護身の目的もかねて妖狐の修行を受ける。その後、恋のライバルであるレイを救うため、セツナと共に地縛回廊の中に向かう。修行の成果で、今までより霊力が上がった。
高橋 マコト（たかはし マコト）
アキラにとは小学校のころからの幼なじみ。生徒会の書記。アキラと遊んでいたが、他に友達ができ、彼をいじめるようになった。中2になって急に人気者になったアキラにいじめられるのではないかという悩みに付け込まれ応声虫に取り憑かれたが、友達だと言ってくれた明の声を聞き、自力で応声虫を引きはがす。
大場 ケイコ（おおば ケイコ）
中学生カリスマブロガーとして名を轟かせる。ブログのネタのために多趣味で何でもできる。
玉藻 狐裕（たまも コウ）
日本妖怪の最大勢力の一つである妖狐一族の若頭。
一人前の妖狐になるためには人間の男の気が必要なので、アキラの魂を狙う。半人前とはいえ、九尾から放たれる狐火の威力はすさまじく、幻視の術を使い、女性に化けることもできる。その目的は、黄泉の一揆衆の1人である葛の葉を殺すため。富士山の決戦にて葛の葉と交戦するが、殺すことが出来なかった。

### アキラに関係のある人間
縁間 陽子（えんま ようこ）
アキラたちの母。妖怪退治を引退し、現在はスーパーマーケットのパートとして働いている。
マキノとアキラが風呂場で裸の付き合いをしたことに対し笑って済ませるなど性格は基本的に良くも悪くも寛大。
人間最強と言われる天の神の巫女。カナボウを唯一防ぐことができる「天清手」を使う。手練れの妖怪でも恐怖を覚えるほどの力を持っている。
夫がテロにかかわっていると知り、アキラたちに稽古をつける。そんな中で、襲撃を受けた関西獄落署に駆けつけ、マキノを救出し自らの目を与える。レイの暴走を止めた後、単身富士山へ向かい、指名手配を受けることとなる。
天清手 三竦守（てんせいじゅ さんすくみのかみ）
ほぼすべての妖術兵器に対応できる、守りにおいて真価を発揮する力。いわゆるじゃんけんで、斬撃には「石拳（じゃくけん）」（＝グー）、物理攻撃には「覆拳（ふくけん）」（＝パー）、飛翔攻撃には「鋏拳（きょうけん）」（＝チョキ）を繰り出し、相性を見極めればカナボウですら防ぐことができる。また、他者に霊力を分け与えることもできる。
神越医霊術 我身融合（しんえついりょうじゅつ がしんゆうごう）
対象者の体の失われた部分に自らの体の部分を分け与える。
安倍 蒼明（あべ そうめい）
警視庁捜査一課の管理官。階級は警視。獄落署に唯一出入りできる人間。
エリート陰陽師の家系で、式神を使うことができる。かつてのキヨシロウのパートナー。アキラを免職にしようとしていたが、彼の働きを見て撤回する。実はキヨシロウから、何かあったらアキラの面倒を見るよう頼まれていた。

### 黄泉の一揆衆
縁間 鬼良郎（えんま キヨシロウ）
鬼。アキラたちの父。獄落署の元警察官で、レイやセツナを救った。
5年前、大阪で行方不明になっていた。富士山侵略計画の首謀者であるとされる。カナボウの形状は息子と同じく太刀。
富士山に乗り込んできた陽子に封印を解かせるため、グワゴゼに自分の左腕を切り落とさせる。封印を解いた後バック・ビー・ヤードに聖域を明け渡す計画だったが、実はこれはおとり捜査でありバック・ビー・ヤードを捕縛するためのものであった。阿鬼羅の協力でバック・ビー・ヤードに深手を負わせたものの逃げられてしまう。その後、サヨコ・幽谷姫だけでなくグワゴゼ・葛の葉・片輪車の罪をかぶり、レイの復活を博に頼んだ。
グワゴゼ
寺の鬼。キヨシロウに命じられ、アキラを黄泉の一揆衆にスカウトしに行ったが断られたため戦いになる。カナボウの形状は威力の高いオノ。カナボウを片手持ちしかできないアキラに対し優位に戦いを進めるが、両手持ちをしたアキラにカナボウごと左腕を切り落とされ敗れ去る。
その後、関西獄落署に乗り込んだ。鬼良郎の真の目的を知っており、サヨコ・幽谷姫と共に鬼良郎に味方していた。
サヨコ
絡新婦。背中から3対の脚が生えている。関西獄落署を襲撃し、警官を切り刻む。バック・ビー・ヤードを捕縛するために鬼良郎に味方した1人であり、前科なし。
葛ノ葉（くずのは）
九尾の狐。コウの姉。関西獄落署を襲撃し、警官を狐火で焼き殺し、マキノを襲う。かつて自分の一族を殺している。富士山での決戦ではコウ・マキノと交戦し、深手を負うも逃亡。
幽谷姫（やまひめ）
樹の精。関西獄落署を襲撃する。バック・ビー・ヤードを捕縛するために鬼良郎に味方した1人であり、前科なし。
片輪車（かたりんしゃ）
片輪車の妖怪。美車とはかつての暴走仲間で、美車が一度も勝てたことがないという。富士山での決戦では美車と交戦し、深手を負うも逃亡。
雷獣（らいじゅう）
通称・渓谷の雷獣。東北最強の妖怪で、レイの両親を殺しレイを幽霊にした張本人。遠野地方史上2番目に大きな災いをもたらしたとされる妖怪。妖気に触れられた人間は頭部を失うまで死ねない体となり、最後に恐怖と痛みに染まった魂を頭ごと食べる。富士山での決戦では阿鬼羅と戦い窮地に陥れるが、レイの慈愛の光を喰らい消滅。生死問わずの凶悪犯である。

### その他の妖怪
河童
恐るべき怪力を持つ、妖怪の中でもかなりの武闘派。左右の腕がつながっているためリーチが2倍。住んでいた川が埋め立てられたため、5年間探していた。人に聞こうとしても自分の姿が見えないため、通り魔事件に発展してしまった。ただの迷子だと判断したアキラに別の川に連れて行ってもらった。
黄泉の一揆衆の富士山侵攻に際し、アキラに恩を返すため獄落署に協力する。
朱の盤
江戸末期に流行した「再度の怪」の一種。巨大な頭を持つ。コスプレOKのメイド喫茶の常連客。隠れ家に忍び込んだ人間に噛みついたところ、あっさり死んでしまった。そして、メイド喫茶で自分の正体に気付いた人間を殺す、連続バラバラ殺人を起こしたため、アキラにカナボウで地獄へ強制送還された。
土瓶
中国・四国地方の蛇の憑き物。双方合意の上であれば人間に取り憑くことは合法だが、無断で宿主に取り憑き自在に操って50件以上の犯罪を起こさせ、捕まるたびに別の宿主に取り憑いた。レイを人質にとって逃走しようとするが、セツナに氷づけにされた。
陰魔羅鬼
昔から指名手配されていた怪鳥。死者の怨念が凝り固まったもので、口から鬼火や怪音波を出す。力の源である人間の目玉が好物の集団失明事件の犯人。追い回しているマキノの弟であるアキラとその友達を狙ってきたが、合体したところをマキノのカナボウで倒される。
ミーコ
年をとって猫又となったアヤカの飼い猫。飼い主の「精」を吸うことを望まず、ペットとしてアヤカに最期に「別れ」を教えるため、夢遊藩に自分が猫又になってからのアヤカの記憶を消してもらい、アヤカのもとを去った。
家鳴
建物に住み無害な妖怪で、ポルターガイストの原因とされる。アキラの学校に住んでいるものが天井下りに食べられた。アキラの危機を陽子に知らせに行くこともある。
天井下り
亜空間妖怪で、天井から現れ、やられると天井に落ちる。本来大した力は持っていないが、家鳴を食べて力を増し、人間を襲おうとしていた。カナボウで斬られても天井に落ちれば再生するという特性を持つが、天井から切り離して空に落とすと勝手に地獄へ送還されるという弱点を突かれる。
倉ぼっこ
倉に住みおとなしい妖怪だが、肝だめしに来た子供たちに消火器をかけられ、けがをした子供たちが誘拐されたと通報したため大事になってしまった。
黄泉の一揆衆の富士山侵攻に際し、アキラに恩を返すため獄落署に協力する。
応声虫
中国からやってきた取り憑く力の弱い浮遊妖怪。取り憑かれた人間には風邪のような症状があらわれ、腹にできた腫物は人語を解し口汚くののしってくる。マコトに取り憑いたが、引きはがされ、カナボウで斬られる。
朧車
車争いに敗れた貴族の遺恨が妖怪化したもので確認されている最も古い「車」の妖怪。自動車事故での死者の怨念が加わり、百鬼夜行の通行の邪魔をする悪霊となっている。中にはエネルギー源の事故死者の魂が乗せられている。朧な存在で、後ろの顔を傷つけても倒せないため、正面から斬る必要がある。第一次交通戦争の時よりは減っているが、現代でもまだ多い。
水雪（ミズキ）
新潟の八界山に住む雪女。セツナの妹。人の魂を得て一人前になって下山し、姉を探そうとしていた。山の神にセツナはキヨシロウに誘拐されたと吹き込まれていた。
封印が解かれた富士山を雪女一族のものにするため富士山へ向かうが阿鬼羅と戦い、セツナに敗北。その後は阿鬼羅に協力し、事件解決後は同じ学校に通う。
里中 恵利（サトナカ エリ）
悟。数少ない妖怪の政治家。美人すぎる政治家。通称サトエリ。東大法学部を首席で卒業し、政治、グラビア、芸能活動、執筆など幅広く活躍し、ブログにも手を出し始めている。妖怪の能力で、人の心を読むことができ、殺気に特に敏感。『人間と妖怪のための法律』を作ろうとしているため、過激派の妖怪に命を狙われている。
火の大首（ひのおおくび）
サトエリの命を狙う指名手配中の犯罪妖怪。アキラのカナボウで斬られる。
黒朧（くろおぼろ）
サトエリの命を狙う指名手配中の犯罪妖怪。セツナにボコボコにされる。
眼丸暴（がんがんぼう）
サトエリの命を狙う指名手配中の犯罪妖怪。美車にボコボコにされる。
攫（ヤマコ）
山猿のような妖怪。雄しか存在せず、子孫を残すため人間の女をさらう。山の神が祖で、「読心術」、「行力」を備える。覘き事件を起こしていたが、単なるナンパとしてアキラが処理した。
黄泉の一揆衆の富士山侵攻に際し、アキラに恩を返すため獄落署に協力する。
塗り壁
三つ目の犬のようなおとなしい妖怪。昼は姿を消して街を徘徊し、夜は街並みに化けて休息をとるという性質のため、迷子事件の原因となっていた。
黄泉の一揆衆の富士山侵攻に際し、アキラに恩を返すため獄落署に協力する。
三色ガラス
関西獄落署に収容されていた、骨だけの翼竜のような妖怪。アキラたちが乗ったパトカーを襲撃するが、その後彼らにボコボコにされ、タクシー代わりに使われる。
バック・ビー・ヤード
アメリカの大妖怪で、裏庭の者とも呼ばれる。様々な病気を振りまき、人間の魂を吸う。富士山の聖域をもらう名目で鬼良郎に荷担していたが、彼の真の目的を知り攻撃を仕掛ける。阿鬼羅と鬼良郎により深手を負わされるも、逃亡した。

## 用語
獄落署（ごくらくしょ）
人と妖怪の秩序を守るのが仕事で、詳しいことは警視総監にしか知られていない署。扱う犯罪者は妖怪限定。入り口は日によって変わる。所属する警察官は警視庁捜査一課以上の権限を持つ。警視庁から経費を減らされている。雪女や妖狐の種族の存続にかかわる殺人を取り締まることはできない。また、物怪民登録をしていない半人半妖の保護もできないと同時に犯罪を取り締まることもできない。
カナボウ
鬼のツノ。妖怪や霊のみを斬り滅ぼし、どんな妖術でも破れる最凶の妖術兵器。霊体でできているので普通の人間には見えない。強力すぎるため、公務執行妨害が成立してもむやみに使うことはできない。普通の人間との半人半妖では扱うことができず、天清手を持つ陽子の子であるアキラたちでなければ扱えず、さらに彼らでも虎の封皮のバンダナをまかなければ触れることはできない。妖力を燃やし続ける兵器なので、妖力の少ない半人半妖のアキラたちには時間と回数の制限がある。
黄泉の一揆衆
全員が歴史に名を残している大妖怪で構成されるテロ組織。現在7人の顔と名前が分かっている。
富士山侵略計画
「黄泉の一揆衆」が企てている。富士山頂にある不老不死の霊薬で妖怪の総大将となり、富士山の噴火を誘発させ、関東全域を壊滅状態にするとともに日本の霊山のバランスを崩すことで封印されている凶悪な妖怪を目覚めさせる。富士山には歴代の天の神の巫女が張った結界があるため、陽子に封印を解かせようとしている。

## 書誌情報
少年サンデーコミックス（小学館）より全7巻。
1. 2009年9月17日発売 ISBN 978-4-09-121757-8 - 第1 - 4話収録
2. 2010年2月18日発売 ISBN 978-4-09-122170-4 - 第5 - 8話＋特別編収録
3. 2010年6月18日発売 ISBN 978-4-09-122338-8 - 第9 - 13話収録
4. 2010年12月17日発売 ISBN 978-4-09-122709-6 - 第14 - 18話収録
5. 2011年5月18日発売 ISBN 978-4-09-122888-8 - 第19 - 23話収録
6. 2011年10月18日発売 ISBN 978-4-09-123368-4 - 第24 - 28話収録
7. 2012年2月17日発売 ISBN 978-4-09-123550-3